# Backmasking
Jako backmasking (také backward masking) je označováno vkládání skrytých výzev do hudebních nosičů, kdy je tato informace přehrávána zpětně.

## Backmasking a satanismus
Časté zejména mezi křesťanskými kruhy ve Spojených státech je obviňování hudebních skupin, že takto šíří satanistické či jiné těmito kruhy odmítané informace.
Nekontroverzním příkladem může být 11. skladba alba The Grey Album nazvaná Lucifer 9 (Interlude), která obsahuje slova rappera Jay-Z: „Six, six, six; I can introduce you to evil; Murder, murder, Jesus; Catholics … So I gotta murder them.“